# 障害者職業総合センター
障害者職業総合センター（しょうがいしゃしょくぎょうそうごうセンター、National Institute of Vocational Rehabilitation: NIVR）は、「障害者の雇用の促進等に関する法律」第19条に基づき、障害者の職業生活における自立を促進するため、1991年に国により千葉市美浜区（幕張新都心）に設置され、厚生労働省所管の独立行政法人高齢・障害・求職者雇用支援機構（JEED）により運営されている。
全国の障害者職業センターのネットワークの中核機能を有する。

## 業務内容
障害者職業総合センターの業務は「障害者の雇用の促進等に関する法律」第20条により次のとおりである。
1. 職業リハビリテーションに関する調査及び研究を行うこと[2]。
2. 障害者の雇用に関する情報の収集、分析及び提供を行うこと。
3. 障害者職業カウンセラー及び職場適応援助者の養成及び研修を行うこと[3]
4. 広域障害者職業センター、地域障害者職業センター[4]、障害者就業・生活支援センターその他の関係機関に対する職業リハビリテーションに関する技術的事項についての助言、指導その他の援助を行うこと。
5. 前各号に広掲げる業務に付随して、次に掲げる業務を行うこと。
  1. 障害者に対する職業評価、職業指導、基本的な労働の習慣を体得させるための訓練並びに職業講習を行うこと。
  2. 事業主に雇用されている知的障害者等に対する職場への適応に関する事項についての助言又は指導を行うこと。
  3. 事業主に対する障害者の雇用管理に関する事項についての助言その他の援助を行うこと。
6. 前各号に掲げる業務に附帯する業務を行うこと。

## 調査研究成果の公開
障害者職業総合センター研究部門の調査研究成果は、ホームページで公開されている。